# Aroeiras (kommun)
Aroeiras är en kommun i Brasilien.   Den ligger i delstaten Paraíba, i den östra delen av landet, 1 600 km nordost om huvudstaden Brasília. Antalet invånare är 19 089. Arean är 375 kvadratkilometer.
Terrängen i Aroeiras är huvudsakligen lite kuperad.
Följande samhällen finns i Aroeiras:
- Aroeiras

Omgivningarna runt Aroeiras är huvudsakligen savann. Runt Aroeiras är det ganska glesbefolkat, med 50 invånare per kvadratkilometer.